# Taqele Naiyaravoro

a Compétitions nationales et continentales officielles uniquement.

b Matchs officiels uniquement.
Dernière mise à jour le 22 juin 2024.
Taqele Naiyaravoro, né le 7 décembre 1991 à Yasawa (Fidji), est un joueur de rugby à XV international australien d'origine fidjienne évoluant au poste d'ailier. Il mesure 1,95 m (6′ 5″) pour 131 kg.

## Carrière

### En club
Taqele Naiyaravoro a commencé sa carrière professionnelle au XIII en 2011 avec les Balmain Tigers en NSW Cup. Il y fait plusieurs très bonnes saisons où il inscrit 23 essais en seulement 18 matchs lors de sa première saison.
En 2013 et 2014, il fait partie de l'effectif des West Tigers en National Rugby League mais ne dispute pas le moindre match. 
Il décide alors de changer de code et passer au Rugby à XV. Après des débuts prometteurs en Shute Shield avec Parramatta, et en NRC avec les Greater Sydney Rams, il est recruté par les Waratahs pour jouer en Super Rugby.
Il fait ses débuts dans le Super 15 pour la saison 2014. Il fait alors partie du groupe d'entrainement et ne dispute que 5 matchs, tous en tant que remplaçant. 
Il ne s'impose réellement que le saison suivante où il dispute 15 matchs et inscrit 8 essais. Sa puissance physique, due à un gabarit exceptionnel pour son poste (1,95 m pour 123 kg), doublée a une très bonne vitesse de pointe en font une arme de choix pour son club.
En 2015, il signe un contrat de trois ans avec le club écossais des Glasgow Warriors (Pro12). La même année, en décembre, Il marque trois essais lors de la rencontre de Coupe d'Europe face aux Llanelli Scarlets, son deuxième match dans la compétition et sa première titularisation.
Il quitte le club écossais après une saison pour retourner jouer avec les Waratahs, afin de continuer d'être éligible avec la sélection australienne. Il signe, dans la foulée, un contrat au Japon avec les Panasonic Wild Knights.
Lors de la saison 2018 de Super Rugby, il inscrit quinze essais, égalant ainsi le record d'essai marqué en une saison par un joueur d'une équipe australienne, détenu auparavant par Joe Roff. Par la même occasion, il égale le précédent record d'essai global (codétenu par Roff, Rico Gear et Ngani Laumape) mais il termine à une unité du nouveau record de Ben Lam, obtenu lors de cette même saison.
En 2018, il rejoint le club anglais des Northampton Saints évoluant en Premiership.
Après quatre saisons en Angleterre, il fait son retour au Japon en 2022, rejoignant les NEC Green Rockets Tokatsu en League One. Il ne joue qu'une saison avec cette équipe, disputant cinq matchs et marquant un essai.
Il retrouve un club en 2024, lorsqu'il rejoint la Western Force au début de la saison 2024 de Super Rugby, sur la base d'un contrat à court terme,. Il ne joue aucun match avec l'équipe fanion lors de la saison, et doit se contenter d'apparitions avec l'équipe réserve,. Il n'est pas conservé à la fin de la saison.
Dans la foulée de son départ de la Force, il s'engage avec le RC Narbonne, évoluant en Nationale, à compter de la saison 2024-2025. Malgré les occasions de se relancer, Taqele Naiyaravoro peine à retrouver sa forme physique sous les couleurs narbonnaises et n'arrive pas à s'imposer à son poste. Ses difficultés le poussent à quitter le club en cours de saison avec l'accord des dirigeants.

### En équipe nationale
En 2015, après ses bonnes performances avec les Waratahs, il est convoqué dans les camps d'entrainement des équipes des Fidji et d'Australie dans l'optique de la préparation à la Coupe du monde 2015. Il fait alors le choix de représenter son pays d'adoption, l'Australie.
Il n'est cependant pas retenu par Michael Cheika dans le groupe des 31 joueurs participant à la compétition. Il reste cependant dans le groupe d'entraînement et a obtenu sa première cape internationale le 5 septembre 2015 à l’occasion d’un test-match contre l'équipe des États-Unis à Chicago. Il marque, par la même occasion, son premier essai international.

## Palmarès

### En club
- Vainqueur du Super Rugby en 2014 avec les Waratahs.

### En équipe nationale
Taqele Naiyaravoro compte deux sélections avec l'équipe d'Australie de rugby à XV, inscrivant dix points, deux essais.